# كأس ألبانيا 1995–96
كأس ألبانيا 1995–96 (بالألبانية: Kupa e Republikës 1995-96‏) هو الموسم 44 من كأس ألبانيا. أقيم خلال الفترة أغسطس 1995 وحتى 15 مايو 1996، وأشرف على تنظيمه اتحاد ألبانيا لكرة القدم، وفاز فيه نادي تيرانا.